# Fëdor Čalov
Fëdor Nikolaevič Čalov (in russo Фёдор Николаевич Чалов?, traslitterazione anglosassone: Fyodor Chalov; Mosca, 10 aprile 1998) è un calciatore russo, attaccante del PAOK.

## Caratteristiche tecniche
È una punta centrale, dotato di notevole forza fisica, scatti e velocità nello stretto e in progressione. Sa rendersi pericoloso anche lontano dalla porta avversaria, affinando nel tempo il tiro dalla distanza. Gioca per la squadra tentando di recuperare palle perse,rendendo astuti e pericolosi i suoi movimenti in area avversaria.

## Carriera

### Club
Cresciuto nelle giovanili del CSKA Mosca, nel 2016 viene aggregato alla prima squadra con cui debutta il 30 novembre nel match vinto 2-0 contro il Gazovik Orenburg.
Segna la sua prima rete il 3 dicembre successivo contro l'Ural, fissando il punteggio sul 4-0.
Sempre contro l'Ural, il 1 settembre 2018 segna una tripletta. Nella stagione 2018-2019 si laurea capocannoniere della Prem'er-Liga.

### Nazionale
Ha giocato nelle nazionali giovanili russe Under-15, Under-17, Under-18, Under-19 ed Under-21.
Il 12 ottobre 2023 realizza il suo primo gol in nazionale maggiore nel successo per 1-0 in amichevole contro il Camerun.

## Statistiche

### Presenze e reti nei club
Statistiche aggiornate al 5 febbraio 2025.
| Stagione          | Squadra           | Campionato        | Campionato | Campionato | Coppe nazionali | Coppe nazionali | Coppe nazionali | Coppe continentali | Coppe continentali | Coppe continentali | Altre coppe | Altre coppe | Altre coppe | Totale | Totale |
| Stagione          | Squadra           | Comp              | Pres       | Reti       | Comp            | Pres            | Reti            | Comp               | Pres               | Reti               | Comp        | Pres        | Reti        | Pres   | Reti   |
| ----------------- | ----------------- | ----------------- | ---------- | ---------- | --------------- | --------------- | --------------- | ------------------ | ------------------ | ------------------ | ----------- | ----------- | ----------- | ------ | ------ |
| 2016-2017         | CSKA Mosca        | PL                | 15         | 6          | KR              | 1               | 0               | UCL                | 2                  | 0                  | SR          | 0           | 0           | 18     | 6      |
| 2017-2018         | CSKA Mosca        | PL                | 20         | 6          | KR              | 1               | 0               | UCL+UEL            | 7+3                | 0+1                | -           | -           | -           | 31     | 7      |
| 2018-2019         | CSKA Mosca        | PL                | 30         | 15         | KR              | 0               | 0               | UCL                | 6                  | 2                  | SR          | 1           | 0           | 37     | 17     |
| 2019-2020         | CSKA Mosca        | PL                | 30         | 8          | KR              | 3               | 0               | UEL                | 6                  | 1                  | -           | -           | -           | 39     | 9      |
| 2020-2021         | CSKA Mosca        | PL                | 27         | 7          | KR              | 3               | 0               | UEL                | 6                  | 0                  | -           | -           | -           | 36     | 7      |
| 2021-gen. 2022    | CSKA Mosca        | PL                | 16         | 3          | KR              | 2               | 0               | -                  | -                  | -                  | -           | -           | -           | 18     | 3      |
| gen.-giu. 2022    | Basilea           | SL                | 14         | 4          | CS              | 0               | 0               | UECL               | 2                  | 0                  | -           | -           | -           | 16     | 4      |
| 2022-2023         | CSKA Mosca        | PL                | 30         | 19         | KR              | 11              | 5               | -                  | -                  | -                  | -           | -           | -           | 41     | 24     |
| 2023-2024         | CSKA Mosca        | PL                | 29         | 12         | KR              | 11              | 4               | -                  | -                  | -                  | SR          | 1           | 0           | 41     | 16     |
| lug.-ago. 2024    | CSKA Mosca        | PL                | 2          | 0          | KR              | 0               | 0               | -                  | -                  | -                  | -           | -           | -           | 2      | 0      |
| Totale CSKA Mosca | Totale CSKA Mosca | Totale CSKA Mosca | 199        | 76         |                 | 32              | 9               |                    | 30                 | 4                  |             | 2           | 0           | 263    | 89     |
| 2024-2025         | PAOK              | SLE               | 17         | 2          | CG              | 2               | 0               | UCL+UEL            | 1+10               | 0+2                | -           | -           | -           | 30     | 4      |
| Totale Basilea    | Totale Basilea    | Totale Basilea    | 230        | 82         |                 | 34              | 9               |                    | 43                 | 6                  |             | 2           | 0           | 309    | 97     |

### Cronologia presenze e reti in nazionale
| Cronologia completa delle presenze e delle reti in nazionale ― Russia | Cronologia completa delle presenze e delle reti in nazionale ― Russia | Cronologia completa delle presenze e delle reti in nazionale ― Russia | Cronologia completa delle presenze e delle reti in nazionale ― Russia | Cronologia completa delle presenze e delle reti in nazionale ― Russia | Cronologia completa delle presenze e delle reti in nazionale ― Russia | Cronologia completa delle presenze e delle reti in nazionale ― Russia | Cronologia completa delle presenze e delle reti in nazionale ― Russia |
| Data                                                                  | Città                                                                 | In casa                                                               | Risultato                                                             | Ospiti                                                                | Competizione                                                          | Reti                                                                  | Note                                                                  |
| --------------------------------------------------------------------- | --------------------------------------------------------------------- | --------------------------------------------------------------------- | --------------------------------------------------------------------- | --------------------------------------------------------------------- | --------------------------------------------------------------------- | --------------------------------------------------------------------- | --------------------------------------------------------------------- |
| 21-3-2019                                                             | Bruxelles                                                             | Belgio                                                                | 3 – 1                                                                 | Russia                                                                | Qual. Euro 2020                                                       | -                                                                     | 64’                                                                   |
| 24-3-2019                                                             | Nur-Sultan                                                            | Kazakistan                                                            | 0 – 4                                                                 | Russia                                                                | Qual. Euro 2020                                                       | -                                                                     | 82’                                                                   |
| 12-11-2020                                                            | Chișinău                                                              | Moldavia                                                              | 0 – 0                                                                 | Russia                                                                | Amichevole                                                            | -                                                                     | 65’                                                                   |
| 17-11-2022                                                            | Dušanbe                                                               | Tagikistan                                                            | 0 – 0                                                                 | Russia                                                                | Amichevole                                                            | -                                                                     | 46’                                                                   |
| 12-9-2023                                                             | Al Wakrah                                                             | Qatar                                                                 | 1 – 1                                                                 | Russia                                                                | Amichevole                                                            | -                                                                     | 46’                                                                   |
| 12-10-2023                                                            | Mosca                                                                 | Russia                                                                | 1 – 0                                                                 | Camerun                                                               | Amichevole                                                            | 1                                                                     | 46’                                                                   |
| 20-11-2023                                                            | Volgograd                                                             | Russia                                                                | 8 – 0                                                                 | Cuba                                                                  | Amichevole                                                            | -                                                                     | 60’                                                                   |
| 7-6-2024                                                              | Minsk                                                                 | Bielorussia                                                           | 0 – 4                                                                 | Russia                                                                | Amichevole                                                            | 2                                                                     | 62’                                                                   |
| 15-11-2024                                                            | Krasnodar                                                             | Russia                                                                | 11 – 0                                                                | Brunei                                                                | Amichevole                                                            | -                                                                     | 60’                                                                   |
| Totale                                                                |                                                                       | Presenze                                                              | 9                                                                     |                                                                       | Reti                                                                  | 3                                                                     |                                                                       |

## Palmarès

### Club
- Coppa di Russia: 1

CSKA Mosca: 2022-2023
- Supercoppa di Russia: 1

CSKA Mosca: 2018

### Individuale
- Capocannoniere della Prem'er-Liga: 1

2018-2019 (15)